# Pascale Paradis
Pour les articles homonymes, voir Paradis (homonymie).
Pascale Paradis (née le 24 avril 1966 à Troyes) est une joueuse de tennis française, professionnelle du début des années 1980 à 1993. Elle est aussi connue sous son nom de femme mariée, Pascale Paradis-Mangon.

## Biographie
En 1983, elle a été championne du monde junior en simple filles et a également remporté le tournoi juniors de Roland Garros.
Alors classée 36e, elle a joué en 1988 les quarts de finale à Wimbledon (battue par Steffi Graf), non sans avoir éliminé Manuela Maleeva (6e) au 1er tour. Il s'agit là de sa meilleure performance en simple dans une épreuve du Grand Chelem. En 1989, elle joue la Hopman Cup aux côtés de Thierry Tulasne.
Au cours de sa carrière, elle a remporté deux tournois WTA en double dames.
Depuis 2007, elle fait du triathlon au sein du club de Rillieux dans le Rhône.

## Palmarès

### Titre en simple dames
Aucun

### Finales en simple dames
| No | Date       | Nom et lieu du tournoi                    | Catégorie   | Dotation  | Surface         | Vainqueure        | Score         |          |
| -- | ---------- | ----------------------------------------- | ----------- | --------- | --------------- | ----------------- | ------------- | -------- |
| 1  | 23-01-1984 | Ginny of Pittsburgh, Pittsburgh           | VS Tour C1+ | 50 000 $  | Moquette (int.) | Andrea Leand      | 0-6, 6-2, 6-4 | Parcours |
| 2  | 30-01-1984 | Ginny of Indianapolis, Indianapolis       | VS Tour C1+ | 50 000 $  | Moquette (int.) | Joanne Russell    | 7-6, 6-2      | Parcours |
| 3  | 10-02-1992 | Int’l Austrian Indoor Championships, Linz | Tier V      | 100 000 $ | Moquette (int.) | Natalia Medvedeva | 6-4, 6-2      | Parcours |

### Titres en double dames
| No | Date       | Nom et lieu du tournoi                   | Catégorie | Dotation  | Surface         | Partenaire        | Finalistes                   | Score         |          |
| -- | ---------- | ---------------------------------------- | --------- | --------- | --------------- | ----------------- | ---------------------------- | ------------- | -------- |
| 1  | 24-02-1986 | Virginia Slims of Oklahoma Oklahoma City |           | 75 000 $  | Moquette (int.) | Marcella Mesker   | Lori McNeil Catherine Suire  | 2-6, 7-6, 6-1 | Parcours |
| 2  | 26-10-1987 | European Indoors Zurich                  |           | 150 000 $ | Moquette (int.) | Nathalie Herreman | Jana Novotná Catherine Suire | 6-3, 2-6, 6-3 | Parcours |

### Finales en double dames
| No | Date       | Nom et lieu du tournoi          | Catégorie | Dotation  | Surface         | Vainqueures                          | Partenaire      | Score         |          |
| -- | ---------- | ------------------------------- | --------- | --------- | --------------- | ------------------------------------ | --------------- | ------------- | -------- |
| 1  | 11-03-1985 | Virginia Slims of Dallas Dallas |           | 150 000 $ | Moquette (int.) | Barbara Potter Sharon Walsh          | Marcella Mesker | 5-7, 6-4, 7-6 | Parcours |
| 2  | 05-08-1985 | Canadian Open Toronto           |           | 250 000 $ | Dur (ext.)      | Gigi Fernández Martina Navrátilová   | Marcella Mesker | 6-4, 6-0      | Parcours |
| 3  | 23-04-1990 | DHL Open Singapour              | Tier IV   | 150 000 $ | Dur (ext.)      | Jo Durie Jill Hetherington           | Catherine Suire | 6-4, 6-1      | Parcours |
| 4  | 13-04-1992 | Volvo Open Pattaya              | Tier V    | 100 000 $ | Dur (ext.)      | Isabelle Demongeot Natalia Medvedeva | Sandrine Testud | 6-1, 6-1      | Parcours |

## Parcours en Grand Chelem

### En simple dames
| Année | Open d'Australie (janvier) | Open d'Australie (janvier) | Internationaux de France | Internationaux de France | Wimbledon       | Wimbledon         | US Open         | US Open             | Open d'Australie (décembre) | Open d'Australie (décembre) |
| ----- | -------------------------- | -------------------------- | ------------------------ | ------------------------ | --------------- | ----------------- | --------------- | ------------------- | --------------------------- | --------------------------- |
| 1982  | n/a                        | n/a                        | 1er tour (1/64)          | Sandy Collins            | -               | -                 | -               | -                   | -                           | -                           |
| 1983  | n/a                        | n/a                        | 1er tour (1/64)          | Wendy White              | -               | -                 | 4e tour (1/8)   | Sylvia Hanika       | 2e tour (1/16)              | Pam Shriver                 |
| 1984  | n/a                        | n/a                        | 1er tour (1/64)          | Zina Garrison            | 1er tour (1/64) | Natasha Reva      | 2e tour (1/32)  | Carling Bassett     | 3e tour (1/8)               | Chris Evert                 |
| 1985  | n/a                        | n/a                        | 2e tour (1/32)           | Susan Mascarin           | 4e tour (1/8)   | Helena Suková     | 1er tour (1/64) | Martina Navrátilová | 1er tour (1/32)             | Amanda Tobin                |
| 1986  | n/a                        | n/a                        | 1er tour (1/64)          | Petra Huber              | 1er tour (1/64) | Camille Benjamin  | 2e tour (1/32)  | Beverly Bowes       | n/a                         | n/a                         |
| 1987  | -                          | -                          | -                        | -                        | 1er tour (1/64) | Anne White        | 1er tour (1/64) | Natasha Zvereva     | n/a                         | n/a                         |
| 1988  | 1er tour (1/64)            | Akemi Nishiya              | 1er tour (1/64)          | Jenny Byrne              | 1/4 de finale   | Steffi Graf       | -               | -                   | n/a                         | n/a                         |
| 1989  | -                          | -                          | -                        | -                        | 1er tour (1/64) | Wendy Turnbull    | 1er tour (1/64) | Natasha Zvereva     | n/a                         | n/a                         |
| 1990  | 1er tour (1/64)            | Jo Durie                   | 1er tour (1/64)          | Steffi Graf              | -               | -                 | -               | -                   | n/a                         | n/a                         |
| 1991  | -                          | -                          | 1er tour (1/64)          | Catherine Suire          | 2e tour (1/32)  | Patricia Hy       | 1er tour (1/64) | Leila Meskhi        | n/a                         | n/a                         |
| 1992  | -                          | -                          | 1er tour (1/64)          | Katerina Maleeva         | 1er tour (1/64) | Sabine Hack       | 2e tour (1/32)  | Brenda Schultz      | n/a                         | n/a                         |
| 1993  | -                          | -                          | 3e tour (1/16)           | Ruxandra Dragomir        | 3e tour (1/16)  | Conchita Martínez | 1er tour (1/64) | Meredith McGrath    | n/a                         | n/a                         |

À droite du résultat, l’ultime adversaire.

### En double dames
| Année | Open d'Australie (janvier)   | Open d'Australie (janvier) | Internationaux de France      | Internationaux de France   | Wimbledon                   | Wimbledon                | US Open                      | US Open                    | Open d'Australie (décembre) | Open d'Australie (décembre) |
| ----- | ---------------------------- | -------------------------- | ----------------------------- | -------------------------- | --------------------------- | ------------------------ | ---------------------------- | -------------------------- | --------------------------- | --------------------------- |
| 1982  | n/a                          | n/a                        | 2e tour (1/16) Gail Sherriff  | Betty Stöve P. Teeguarden  | -                           | -                        | -                            | -                          | -                           | -                           |
| 1983  | n/a                          | n/a                        | 1er tour (1/32) Nathalie Phan | B. Gadusek Wendy White     | -                           | -                        | 2e tour (1/16) C. Suire      | Leslie Allen E. Sayers     | 1er tour (1/16) C. Suire    | R. Fairbank Eva Pfaff       |
| 1984  | n/a                          | n/a                        | -                             | -                          | -                           | -                        | 1er tour (1/32) C. Suire     | Linda Gates C. MacGregor   | 2e tour (1/8) C. Suire      | B. Potter Sharon Walsh      |
| 1985  | n/a                          | n/a                        | 1/4 de finale Chris Evert     | Navrátilová Pam Shriver    | 3e tour (1/8) C. Tanvier    | V. Ruzici A. Temesvári   | 3e tour (1/8) M. Mesker      | B. Potter Sharon Walsh     | 1/4 de finale M. Mesker     | Navrátilová Pam Shriver     |
| 1986  | n/a                          | n/a                        | 3e tour (1/8) M. Mesker       | Navrátilová A. Temesvári   | -                           | -                        | 2e tour (1/16) Nathalie Phan | G. Fernández Robin White   | n/a                         | n/a                         |
| 1987  | -                            | -                          | -                             | -                          | 1er tour (1/32) Hu Na       | Hetherington J. Russell  | -                            | -                          | n/a                         | n/a                         |
| 1988  | 1er tour (1/32) Julie Halard | Zina Garrison B. Potter    | 1/4 de finale N. Herreman     | Nicole Provis Elna Reinach | 1er tour (1/32) N. Herreman | Lori McNeil B. Nagelsen  | -                            | -                          | n/a                         | n/a                         |
| 1990  | -                            | -                          | 2e tour (1/16) C. Suire       | N. Tauziat J. Wiesner      | 2e tour (1/16) C. Suire     | G. Fernández Navrátilová | 1er tour (1/32) C. Suire     | Kathy Jordan E. Smylie     | n/a                         | n/a                         |
| 1991  | -                            | -                          | -                             | -                          | 2e tour (1/16) Alison Scott | Kathy Jordan Lori McNeil | 2e tour (1/16) S. Testud     | Katrina Adams M. Bollegraf | n/a                         | n/a                         |
| 1992  | -                            | -                          | 1er tour (1/32) S. Testud     | Katrina Adams M. Bollegraf | 1er tour (1/32) S. Testud   | R. Fairbank B. Nagelsen  | 2e tour (1/16) S. Testud     | Lori McNeil Rennae Stubbs  | n/a                         | n/a                         |
| 1993  | -                            | -                          | 1er tour (1/32) S. Testud     | K. Godridge Maya Kidowaki  | 1er tour (1/32) S. Testud   | Julie Halard Anke Huber  | 1er tour (1/32) S. Testud    | Pam Shriver E. Smylie      | n/a                         | n/a                         |

Sous le résultat, la partenaire ; à droite, l’ultime équipe adverse.

### En double mixte
| Année | Open d'Australie (janvier), | Open d'Australie (janvier), | Internationaux de France   | Internationaux de France  | Wimbledon                   | Wimbledon              | US Open | US Open | Open d'Australie (décembre), | Open d'Australie (décembre), |
| ----- | --------------------------- | --------------------------- | -------------------------- | ------------------------- | --------------------------- | ---------------------- | ------- | ------- | ---------------------------- | ---------------------------- |
| 1982  | n/a                         | n/a                         | 1er tour (1/16) F. Hamonet | Leslie Allen Charles Buzz | -                           | -                      | -       | -       | n/a                          | n/a                          |
| 1985  | n/a                         | n/a                         | 1er tour (1/32) Guy Forget | Helena Suková Cyril Suk   | -                           | -                      | -       | -       | n/a                          | n/a                          |
| 1987  | -                           | -                           | -                          | -                         | 1er tour (1/32) Kelly Jones | C. Benjamin Mike Bauer | -       | -       | n/a                          | n/a                          |

Sous le résultat, le partenaire ; à droite, l’ultime équipe adverse.

## Parcours aux Jeux olympiques

### En simple dames
| # | Date       | Nom de l'olympiade        | Surface    | Résultat      | Ultime adversaire | Score    |          |
| - | ---------- | ------------------------- | ---------- | ------------- | ----------------- | -------- | -------- |
| 1 | 06/08/1984 | Olympic Games Los Angeles | Dur (ext.) | 1/4 de finale | Steffi Graf       | 6-0, 6-1 | Parcours |

## Parcours en Coupe de la Fédération
| #                                                                           | Date       | Lieu      | Surface      | Gagnante(s)                        | Perdante(s)                       | Score         |          |
|                                                                             |            |           |              |                                    |                                   |               |          |
| 1985 - 1er tour (groupe mondial) - France - Nouvelle-Zélande - 1 : 2        |            |           |              |                                    |                                   |               |          |
| 1                                                                           | 08/10/1985 | Nagoya    | Dur (ext.)   | Belinda Cordwell                   | Pascale Paradis                   | 6-3, 6-2      | Parcours |
|                                                                             |            |           |              |                                    |                                   |               |          |
| 1986 - 1er tour (groupe mondial) - France - Suède - 3 : 0                   |            |           |              |                                    |                                   |               |          |
| 2                                                                           | 22/07/1986 | Prague    | Terre (ext.) | Pascale Paradis Nathalie Tauziat   | Helena Dahlstrom Monika Lundqvist | 6-3, 5-7, 6-2 | Parcours |
|                                                                             |            |           |              |                                    |                                   |               |          |
| 1986 - 2e tour (groupe mondial) - France - Bulgarie - 1 : 2                 |            |           |              |                                    |                                   |               |          |
| 3                                                                           | 22/07/1986 | Prague    | Terre (ext.) | Isabelle Demongeot Pascale Paradis | Yulia Berberian Dora Rangelova    | 6-3, 6-1      | Parcours |
|                                                                             |            |           |              |                                    |                                   |               |          |
| 1993 - 1/4 de finale (groupe mondial) - République tchèque - France - 0 : 3 |            |           |              |                                    |                                   |               |          |
| 4                                                                           | 23/07/1993 | Francfort | Terre (ext.) | Isabelle Demongeot Pascale Paradis | Andrea Strnadová Radka Zrubáková  | 6-4, 3-6, 6-3 | Parcours |
|                                                                             |            |           |              |                                    |                                   |               |          |
| 1993 - 1/2 finale (groupe mondial) - Espagne - France - 2 : 1               |            |           |              |                                    |                                   |               |          |
| 5                                                                           | 24/07/1993 | Francfort | Terre (ext.) | Isabelle Demongeot Pascale Paradis | Virginia Ruano Cristina Torrens   | 1-2, ab.      | Parcours |

## Classements WTA en fin de saison

### En simple
| Année | 1983 | 1984 | 1985 | 1986 | 1987 | 1988 | 1989 | 1990 | 1991 | 1992 | 1993 |
| Rang  | 84   | 28   | 46   | 125  | 103  | 20   | 120  | 168  | 74   | 42   | 61   |

Source : (en) « Classements de Pascale Paradis », sur le site officiel du WTA Tour

### En double
| Année | 1986 | 1987 | 1988 | 1989 | 1990 | 1991 | 1992 | 1993 |
| Rang  | 50   | 76   | 76   | 558  | 87   | 112  | 102  | 107  |

Source : (en) « Classements de Pascale Paradis », sur le site officiel du WTA Tour